# Heinrich Andreas Walther
Heinrich Andreas Walther (* 21. Dezember 1696 in Königsberg (Biebertal); † 5. November 1748 in Frankfurt am Main) war ein deutscher evangelisch-lutherischer Theologe und Pfarrer.

## Leben
Walther war der Sohn des lutherischen Predigers Andreas Walther. Er studierte ab 1712 Theologie, alte Sprachen und Jura an der Universität Gießen. 1715 erwarb er die Magisterwürde und gab anschließend Kollegien in Hebräisch, Chaldäisch, Lateinisch, Logik, Metaphysik, Ethik, Naturrecht und Politik. 1720 wurde er Dozent am Gießener Pädagogium. 1729 ging Walther als Pastor und Gymnasiallehrer nach Worms.
Von dort wurde er 1733 als Pfarrer an die Katharinenkirche in Frankfurt am Main berufen. Am 10. Oktober 1741 wechselte er an die Barfüßerkirche und wurde als Nachfolger von Christian Münden Senior des Predigerministeriums und Konsistorialassessor. Die Universität Gießen verlieh ihm am 2. November 1741 nach einer öffentlichen Disputation den Grad eines Doktors der Theologie. Er starb am 5. November 1748 in Frankfurt. Sein Nachfolger als Senior wurde Johann Philipp Fresenius.
1720 heiratete er Marthe Christiane Rube aus Battenberg, die Tochter des hessen-darmstädtischen Amtmannes Johann Christoph Rube (1665–1746). Aus der Ehe gingen zwei Söhne und zwei Töchter hervor:
- Sophie Eleonore (1723–1754), heiratete 1752 den Göttinger Professor Gottfried Achenwall; Dichterin und Schriftstellerin
- Friedrich Andreas (1727–1769), Hessen-Homburgischer Oberpfarrer und Hofprediger, später Superintendent in Hanau
- Anne Marie (1734–1744)
- Jakob Christian (* 1738; † nach 1776), wurde Pfarrer in Homburg, heiratete 1761 Friedrike Louise Jakobea Fresenius, eine Tochter von Johann Philipp Fresenius. Er verließ 1766 seine Familie und wurde preußischer Soldat.

## Werke
Walther veröffentlichte zahlreiche Predigten und andere theologische Schriften sowie 20 geistliche Lieder.